# Вели-Луг
Вели-Луг (серб. Вељи Луг / Velji Lug) — село в общине Вишеград Республики Сербской Боснии и Герцеговины. Население составляет 156 человек по переписи 2013 года.